# Manatuto (tỉnh)
Manatuto là một Tỉnh của Đông Timor, nằm ở phần tring tâm của đất nước. Quận có cả hai mặt biển phía bắc và phía nam, và là một trong hai quận duy nhất có lợi thế như vậy (quận còn lại là Lautém ở cực đông). Phía bắc của quận là Eo biển Wetar, phía nam là biển Timor. Mântuto có ranh giới với các quận Baucau và Viqueque ở phía đông và Manufahi, Aileu, và Dili ở phía tây. Quận có dân số là 38.580 (điều tra 2004) và diện tích là 1.706 km². Thủ phủ của quận cũng tên là Manatuto.
TCác xã trong quận là Barique-Natarbora (dân số 4.900), Laclo (dân số 6.400), Laclubar (dân số 10.100), Laleia (dân số 3.200), Manatuto (dân số 11.500), và Soibada (dân số 2.950). Quận là nơi sinh của tổng thống Xanana Gusmão, người là tổng thống đầu tiên của Đông Timor. Ông sinh tại làng Laleia (19 km phái đông thị trấn Manatuto).
Ngoài hai ngôn ngữ chính thức là (Tetum và tiếng Bồ Đào Nha, một phần lớn cư dân trong tỉnh nói tiếng Galoli thuộc ngữ hệ Nam Đảo
|  |  |